# Lee Chong Wei
Lee Chong Wei (Bagan Serai, 21 oktober 1982) is een voormalig Maleisisch badmintonner. Hij won op drie opeenvolgende Spelen  (2008, 2012 en 2016) een zilveren medaille in het heren enkelspel. Zijn grote rivaal Lin Dan was de eerste twee keer sterker en in 2016 verloor Lee van Chen Long. In 2008 bereikte hij vlot de finale, maar daarin moest hij met 21-12 en 21-8 het onderspit delven. In 2012 was Lin Dan met 15-21, 21-10, 21-19 weer net iets beter. Op de wereldkampioenschappen in 2011 verloor Lee ook nipt van Lin Dan. Hij had toen zelf twee wedstrijdpunten. Lee won wel meer dan twintig Super Series-toernooien, waarin hij Lin Dan meermaals versloeg.

## Doping
Lee testte tijdens de wereldkampioenschappen in 2014 positief op doping. De badmintonner werd daarop tijdelijk geschorst. In zijn urine werden sporen dexamethason gevonden, een ontstekingsremmend middel zonder prestatiebevorderende eigenschappen. De Maleisiër ontkende bewust doping te hebben genomen en verwees naar een behandeling die hij had gevolgd om een kuitblessure te verzorgen. Niettemin stond hij vanaf november aan de kant door een voorlopige schorsing.
De internationale badmintonfederatie (BWF) schorste Lee Chong Wei, voormalig nummer 1 van de wereld, vanaf augustus 2014 voor acht maanden na een inbreuk op de dopingregels. Omdat de sanctie met terugwerkende kracht gold, was de Maleisiër vanaf 1 mei 2015 weer speelgerechtigd.

## Medailles op Olympische Spelen en wereldkampioenschappen
| Logo van de Olympische Spelen | Onderdeel        | Resultaat |
| ----------------------------- | ---------------- | --------- |
| 2008                          | Mannen enkelspel | Zilver    |
| 2012                          | Mannen enkelspel | Zilver    |
| 2016                          | Mannen enkelspel | Zilver    |
| WK                            | Onderdeel        | Resultaat |
| 2005                          | Mannen enkelspel | Brons     |
| 2011                          | Mannen enkelspel | Zilver    |
| 2013                          | Mannen enkelspel | Zilver    |
| 2014                          | Mannen enkelspel | Zilver    |
| 2015                          | Mannen enkelspel | Zilver    |

- Gemeinsame Normdatei: 1022882287
- Virtual International Authority File: 316739207